# Lista över avsnitt av Det surrar om Maggie
Nedan är en episodlista för TV-serien Det surrar om Maggie.

## Säsong 1:  2005-2006
| 1 | "The Flyinator/Ladybugged"            | 17 juni 2005      |  |  |  |  |
| The Flyinator: När Maggie inte kan se samma filmer som Aldrin börjar hon försöka bli bättre än han, så hon smyger ut till en barnförbjuden skräckfilm för att bli bättre än han. Ladybugged: När Maggie tänker ihop ett tema för skoldansen, kommer det fort en ny student som har ett mycket bättre tema. - Skriven av: Rachel Duguay - Regisserad av: Dave Wasson |                                       |                   |  |  |  |  |
| |                                       |                   |  |  |  |  |
| 2 | "Funball/The Science Whatchamacallit" | 17 juni 2005      |  |  |  |  |
| Funball: Maggie visar ett nytt spel för hennes lillebror Pupert att spela så han kan besegra Aldrin på något, men när Aldrin börjar förstå spelet så tar saker en oväntad vändning till det värsta. The Science Whatchamacallit: Maggie och Rayna försöker att få väldigt smarta vetenskapspartner för att göra allt deras jobb, men när de ska redovisa till projekt händer något hemsk och oväntat. - Skriven av: Dan Fybel - Regisserad av: Dave Wasson |                                       |                   |  |  |  |  |
| |                                       |                   |  |  |  |  |
| 3 | "Germy/The Candidate"                 | 24 juni 2005      |  |  |  |  |
| Germy: När Maggie vill ta med en husdjursbakterie, så får hon inte det av hennes pappa så hon smyger in den i huset, men förstår problemen med husdjur när Maggies föräldrar får reda på det: The Candidate: Skolan anordnar en skönhetstävling när Maggie ger en ful fjäril en makeover. - Regisserad av: Dan Wasson |                                       |                   |  |  |  |  |
| |                                       |                   |  |  |  |  |
| 4 | "Lunchlady/Love Stinks"               | 1 juli 2005       |  |  |  |  |
| Lunchlady: Maggie får oavsiktligt mattanten att sluta så att föräldrarna tar över skolan. Love Stinks: Maggie går på dejt med en stinkbagge fast hon egentligen inte ville. - Skriven av: Dan Fybel - Regisserad av: Dave Wasson |                                       |                   |  |  |  |  |
| |                                       |                   |  |  |  |  |
| 5 | "The Price of Fame/King Flear"        | 8 juli 2005       |  |  |  |  |
| The Price of Fame: Maggie föreslår att Pupert ska använda rock & roll för att imponera på en tjej. King Flear: Maggie regisserar hennes klasskamrater i en dramatävling. - Regisserad av: Dave Wasson |                                       |                   |  |  |  |  |
| |                                       |                   |  |  |  |  |
| 6 | "Rottingmuck Ranch/Bella Con Carney"  | 15 juli 2005      |  |  |  |  |
| Rottingmuck Ranch: Maggie vill bli morbror Zebs favorit släkting igen. Bella Con Carney: Maggie måste tillbringa tid med sin lillasyster efter att hennes mamma tyckte att Maggie inte tillbringade nog tid med Bella. - Regisserad av: Dave Wasson |                                       |                   |  |  |  |  |
| |                                       |                   |  |  |  |  |
| 7 | "Bugsitting/Le Termite"               | 22 juli 2005      |  |  |  |  |
| Bugsitting: Maggie måste sitta barnvakt, vilket sabbar hennes löfte med Pupert. Le Termite: Maggie får ett jobb som servitris på en gormet restaurang, men säger till sina föräldrar att hon är huvudkock. När hennes föräldrar kommer, blir det kaos. - Skriven av: Rachel Duguay - Regisserad av: Dave Wasson |                                       |                   |  |  |  |  |
| |                                       |                   |  |  |  |  |
| 8 | "Pieface/The Hangout"                 | 5 augusti 2005    |  |  |  |  |
| Pieface: Maggie är utvald att träffa Rektor Peststrip i hans ansikte med en paj. The Hangout: Maggie och hennes bror tävlar om kontrollen över hennes nya hak. - Skriven av: Dan Fybel - Regisserad av: Dave Wasson |                                       |                   |  |  |  |  |
| |                                       |                   |  |  |  |  |
| 9 | "Slumber Party/Spelling Bees"         | 13 augusti 2005   |  |  |  |  |
| Slumber Party: Maggies föräldrar bestämmer att lämna Maggie med Pupert, Medan de tar Aldrin till ett stort Flugboll Spel. Maggie vill ha ett pyjamasparty med Rayna, men hennes föräldrar säger till henne att hon är för ung för att ha ett pyjamasparty utan att föräldrarna är hemma. Men Maggie bestämmer att ha ett party ändå. Men när Rayna tar med sig objudna gäster, kommer det bli trubbel. Spellings Bees: Maggies favorit stavningslag, Stavnings Bina, håller ett prov för en ny stavare. Men, när de säger att man måste vara ett BI. ETT KÄNT bi, Maggie klär ut sig själv till ett bi, och blir mirakulöst accepterad! - Regisserad av: Dave Wasson |                                       |                   |  |  |  |  |
| |                                       |                   |  |  |  |  |
| 10 | "The Usual Insects/Sister Act"        | 17 september 2005 |  |  |  |  |
| The Usual Insects: Maggie, Eugene, Wendell, Rayna, Gympa Shorts, och Melvins skoljournaler är saboterade när Dawn blir kontorsassistent och hon får tillåtelse till skoljournal rummet vilket ger hennes makt att ändra andras journaler utan tillåtelse. Sister Act: Maggie och hennes syster Bella går på audition för barnmats reklam. När Bella börjar få all uppmärksamhet börjar Maggie bli avundsjuk. - Regisserad av: Dave Wasson |                                       |                   |  |  |  |  |
| |                                       |                   |  |  |  |  |
| 11 | "Hooligans/Scum Bites"                | 24 september 2005 |  |  |  |  |
| Hooligans: Maggie rapporterar en skolbuse genom att skvallra. Scum Bites: Det är dags för skolinsamlingen och Maggie och Dawn är redo för att kriga. - Skriven av: David Chambers & Julie Chambers - Regisserad av: Dave Wasson |                                       |                   |  |  |  |  |
| |                                       |                   |  |  |  |  |
| 12 | "The Big Score/Scare Wars"            | 22 oktober 2005   |  |  |  |  |
| The Big Score: De bestämmer att gå till människovärlden för bus eller godis men Pupert får en liten kick av socker och Maggie försöker få mer godis än Aldrin. Scare Wars: Pesky barnen försöker att skrämma en annan i familjen och i år är Maggie målet. - Skriven av: Rachel Duguay - Regisserad av: Dave Wasson |                                       |                   |  |  |  |  |
| |                                       |                   |  |  |  |  |
| 13 | "Metamorpho Sis/Radio Free Buzzdale"  | 12 november 2005  |  |  |  |  |
| Metamorpho Sis: Maggie ställer frivilligt upp att bli barns mentor, men har ångrar sitt beslut när hon blir en kokongs mentor. Radio Free Buzzdale: Maggie blir medlem i Rektor Peststrips korståg för att stoppa en anonym DJ som var obehörig till skolans radiostation. Ett jobb som Maggie verkligen vill ha. - Regisserad av: Dave Wasson |                                       |                   |  |  |  |  |
| |                                       |                   |  |  |  |  |
| 14 | "Those Pesky Roaches/Bugtillion"      | 17 december 2005  |  |  |  |  |
| Those Pesky Roaches: När Maggie och hennes bröder går på slaget för större avdrag, anställer deras föräldrar kackerlackor för att göra deras sysslor åt de. Bugtillion: Rayna är upprörd för att inte ha blivit inbjuden till en fin bal. - Regisserad av: Dave Wasson |                                       |                   |  |  |  |  |
| |                                       |                   |  |  |  |  |
| 15 | "Hot For Tutor/Sick Days Inc"         | 7 januari 2006    |  |  |  |  |
| Hot For tutor: Maggie och Rayna blir kära i samma mattehandledare. Sick Days Inc: Maggie och Rayna säljer lådor som hjälper elever att låtsas att de är sjuka, för att få pengar till biljetter för en rockkonsert. - Skriven av: Dan Fybel - Regisserad av: Dave Wasson |                                       |                   |  |  |  |  |
| |                                       |                   |  |  |  |  |
| 16 | "Scout of Order/Ant Mines"            | 11 februari 2006  |  |  |  |  |
| Scout of Order: Maggie tar över Puperts scouttrupp och ändrar saker så ledaren blir sparkad. Ant Mines: Maggie får skriva en story för skolans tidning och när hon kommer på att myror lever bättre än vad hon trodde, så skriver hon en falsk artikel. - Regisserad av: Dave Wasson |                                       |                   |  |  |  |  |
| |                                       |                   |  |  |  |  |
| 17 | "Faking History/Bugs on the Brink"    | 4 mars 2006       |  |  |  |  |
| Faking History: Maggie tänker fuska på historieprojektet så att hon kan njuta av vårlovet, men det blir komplicerat när hennes pappa blir vän med hennes historielärare Herr Bugspit. Bugs on the Brink: När människor ska börja riva Stickyfeet för att göra en galleria, så förklär Maggie Rayna som en utrotad skalbagge. - Regisserad av: Dave Wasson |                                       |                   |  |  |  |  |
| |                                       |                   |  |  |  |  |
| 18 | "Training Days/Honey Stripes"         | 18 mars 2006      |  |  |  |  |
| Training Days: När Aldrin skadar hans vinge medan vinner han en skoter till Maggie, Maggie som känner sig skyldig. Honey Striper: Maggie och Rayna börjar jobba på ett sjukhus för att få besöka en skadad rockstjärna men Rayna börjar tycka om att hjälpa patienterna där. - Skriven av: Dan Fybel - Regisserad av: Dave Wasson |                                       |                   |  |  |  |  |
| |                                       |                   |  |  |  |  |
| 19 | "Racoooon!/Best, Best Friends"        | 22 april 2006     |  |  |  |  |
| Racoooon!: En tvättbjörn gör kaos för invånarna i Stickyfeet. Best, Best Friends: Raynas gamla bästa vän flyttar in till Stickyfeet, och hon gör en vägg mellan Rayna och Maggie. - Skriven av: Brandon Sawyer - Regisserad av: Dave Wasson |                                       |                   |  |  |  |  |
| |                                       |                   |  |  |  |  |
| 20 | "Pesky's Unglobbed/Club Hopping"      | 6 maj 2006        |  |  |  |  |
| Peskys Unglobbed: Maggie skäms för sin familj när de visar en Pesky tradition av träskodans på lokal TV. Club Hopping: Maggie blir medlem i varje club i hennes skola för att undvika ett matteprov. - Regisserad av: Dave Wasson |                                       |                   |  |  |  |  |
| |                                       |                   |  |  |  |  |
| 21 | "Synchronized Flying/Roach Hotel"     | 27 maj 2006       |  |  |  |  |
| Synchronized Flying: Maggie försöker allt utom sanningen för att undvika att bli Raynas synkronflygpartner. Roach Hotel: Aldrin försöker att sabotera familjens semester som var planerad av Maggie. - Regisserad av: Dave Wasson |                                       |                   |  |  |  |  |
| |                                       |                   |  |  |  |  |